# متسو کامین
متسو کامین یک مجله‌ی ادبی است که به شعرهای زنان معاصر در گونه فرمالیسم و شعرهای مطرح گذشته در این گونه اختصاص دارد و هر دو سال یک بار چاپ می‌شود. نام این مجله، از شعر جودیت موفت به نام «متسو کامین» می‌آید. موفت این نام را که در دوزخ دانته آلیگیری استفاده شده بود را، برای شعر خود برگزیده بود. این مجله، در حال حاضر، توسط کنفرانس شعر دانشگاه وست چستر اداره می‌شود.
اولین شماره‌ی این مجله، در تابستان سال ۲۰۰۶ به چاپ رسید. این مجله در واکنش به این تمایل که آثار ادبی مردان، تعیین‌کننده‌ی دوران و سبک‌های ادبی هستند، شکل گرفت. همچنین این مجله، پایگاه داده‌ای از شعر زنان درست کرده است، که بزرگترین آرشیو شعر زنان به حساب می‌آید. این مجموعه، ابتدا با نشر اطلاعاتی درباره ۱۵ زن شاعر شروع به کار کرد و به بسط آرشیو خود ادامه داد. در این پروژه، اطلاعاتی در مورد زندگی زنان شاعر و عکس‌هایی از آن‌ها منتشر شده است. یکی از مشکلات بزرگ سر راه این پروژه، به دست آوردن رضایت حق تالیف شعرهایی است که در گذشته به چاپ رسیده است.